# Boris Jewsejewitsch Tschertok

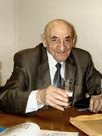
Boris Tschertok

Boris Jewsejewitsch Tschertok (russisch Борис Евсеевич Черток, wiss. Transliteration Boris Evseevič Čertok; * 1. März 1912 in Łódź; † 14. Dezember 2011 in Moskau) war ein sowjetischer Raketenkonstrukteur und Weltraumpionier mit einer wichtigen Rolle in der Geschichte der Raumfahrt.

## Leben
Boris Tschertok wurde 1912 als Sohn russischer Eltern im polnischen Teil des Russischen Kaiserreiches geboren. Die Familie flüchtete 1914 während des Ersten Weltkrieges nach Moskau. 1929 beendete Tschertok die Mittelschule und bewarb sich erfolglos an der elektrotechnischen Fakultät der Moskauer technischen Hochschule. Daraufhin arbeitete er als Elektromonteur in der Flugzeugfabrik Nr. 22 in Fili, in der er nach zwei Jahren in die Komsomol-Leitung gewählt wurde. Dort war er für die elektronische Ausrüstung der ersten sowjetischen Ganzmetall-Großflugzeuge ANT-4 und ANT-6 verantwortlich. 1935 war er Leiter einer Konstruktionsabteilung und spielte eine Schlüsselrolle bei der Entwicklung der Bordelektronik für den Bomber DB-A, mit dem Sigismund Lewanewski 1937 den Versuch unternahm, einen Langstreckenflug über die Arktis in die USA durchzuführen. Das Unternehmen scheiterte und das Flugzeug blieb mit der sechsköpfigen Besatzung verschollen. Tschertok kam erstmals mit Raketen in Berührung, als er an einem Zünd- und Kontrollsystem für den Antrieb des Raketenflugzeuges BI-1 arbeitete.
Im April 1945 wurde Tschertok nach Deutschland geschickt, um die deutsche Raketentechnik (Aggregat 4 und Wasserfall) zu rekonstruieren und das Institut Rabe (Raketenbau und Entwicklung) in Bleicherode zu gründen. Dort begegnete er zum ersten Mal Sergei Koroljow und wurde im August dessen Experimental-Konstruktionsbüro OKB-1 zugeteilt. Im September gelang Tschertok die Anwerbung von Helmut Gröttrup als einen erfahrenen deutschen Raketenspezialisten, der als Systemingenieur unter Wernher von Braun maßgeblich an der Entwicklung des Aggregat 4 (der späteren „Vergeltungswaffe 2“) beteiligt war. Nach der Verschleppung von 308 deutschen Raketenspezialisten in die Sowjetunion im Rahmen der Aktion Ossawakim im Oktober 1946 kehrte Tschertok in die Sowjetunion zurück und beschäftigte sich mit der Entwicklung der Steuerungssysteme für Raketen und Raumfahrzeuge. 1950 wurde er zum stellvertretenden Leiter der Abteilung für Steuerungssysteme des NII-88 im OKB-1 und 1951 zu dessen Leiter und Vertreter des Chefkonstrukteurs Koroljow ernannt.
Tschertok spielte in der sowjetischen Raumfahrt eine Schlüsselrolle, so arbeitete er unter anderem am redundanten Kontrollsystem der ersten Interkontinentalrakete R-7, der ersten bemannten Rakete Wostok und der Sojus-Rakete. Er trug auch zum Triebwerkskontrollsystem KORD der schweren sowjetischen Trägerrakete N-1 im sowjetischen bemannten Mondprogramm bei.
1974 wurde Tschertok stellvertretender Chefkonstrukteur für Steuerungssysteme im OKB-1, das in NPO Energija und später in RKK Energija umbenannt wurde. Neben der wissenschaftlichen Arbeit lehrte er von 1947 bis 1978 an der Staatlichen Technischen Universität Moskau, ab 1978 leitete er am Moskauer Institut für Physik und Technologie (MIPT) die Abteilung für Bewegungssteuerung der Fakultät für Aerophysik und Weltraumforschung und unterrichtete den Kurs „Control of Large Space Systems“.
Boris Tschertok starb am 14. Dezember 2011 im Alter von 99 Jahren in Moskau.

## Auszeichnungen und Ehrungen
- Leninorden (1956, 1961)
- Leninpreis (1957)
- Held der Sozialistischen Arbeit (1961)
- Staatspreis der UdSSR (1976)
- Verdienstorden für das Vaterland (1996)[4][5]
- Mitglied der Russischen Akademie der Wissenschaften (2000) (1968 korrespondierendes Mitglied der Akademie der Wissenschaften der UdSSR)

- Der Asteroid (6358) Chertok wurde nach ihm benannt.

## Schriften (Auswahl)
- Gagarins Flug begann in Bleicherode. Elbe-Dnjepr-Verlag, Klitzschen 2005, ISBN 3-933395-71-2.
- Raketen und Menschen – Deutsche Raketen in Sowjethand. Elbe-Dnjepr-Verlag, Klitzschen 1998, ISBN 3-933395-00-3.
- Raketen und Menschen – Der Sieg Koroljows. Elbe-Dnjepr-Verlag, Klitzschen 2000, ISBN 3-933395-01-1.
- Raketen und Menschen – Heiße Tage des kalten Krieges. Elbe-Dnjepr-Verlag, Klitzschen 2001, ISBN 3-933395-02-X.
- Raketen und Menschen – Die Jagd um den Mond. Elbe-Dnjepr-Verlag, Klitzschen 2001, ISBN 3-933395-04-6.

Die vier autobiographischen Bücher Raketen und Menschen, welche tiefgehende Einblicke über die Historie des Raketenbaus in der UdSSR geben, werden von der NASA zum kostenfreien Download in der englischen Sprachversion angeboten:
- Rockets and People, NASA-eBooks. (per Oktober 2012).